# Uruguay (Cerro Largo)
Uruguay o Poblado Uruguay es una localidad uruguaya del departamento de Cerro Largo, municipio de Río Branco.

## Ubicación
La localidad se encuentra situada, en la zona sureste del departamento de Cerro Largo, próximo a las costas del río Yaguarón y al noroeste de la ciudad de Río Branco. Dista 16 km de esta última por Camino al Paso Yony y 76 km de la capital departamental Melo

## Población
De acuerdo al censo de 2011 la localidad contaba con una población de 104 habitantes.
| 104           |
| (Fuente: INE) |